# Brin-sur-Seille
Brin-sur-Seille is een gemeente in het Franse departement Meurthe-et-Moselle in de regio Grand Est. De plaats maakt deel uit van het arrondissement Nancy. Brin-sur-Seille telde op 1 januari 2022 774 inwoners.

## Geschiedenis
De gemeente maakte voor 2015 deel uit van het kanton Malzéville. Toen het kanton op 22 maart 2015 werd opgeheven werd Brin-sur-Seille opgenomen in het op die dag gevormde kanton Entre Seille et Meurthe.

## Geografie
De oppervlakte van Brin-sur-Seille bedraagt 11,71 vierkante kilometer; Op 1 januari 2022 was de bevolkingsdichtheid 66,1 inwoners per km².
De onderstaande kaart toont de ligging van Brin-sur-Seille met de belangrijkste infrastructuur en aangrenzende gemeenten.

## Demografie
Onderstaande figuur toont het verloop van het inwonertal.
Abaucourt · Armaucourt · Arraye-et-Han · Autreville-sur-Moselle · Belleau · Belleville · Bey-sur-Seille · Bezaumont · Bouxières-aux-Dames · Bratte · Brin-sur-Seille · Chenicourt · Clémery · Custines · Dieulouard · Éply · Faulx · Jeandelaincourt · Landremont · Lanfroicourt · Lay-Saint-Christophe · Létricourt · Leyr · Mailly-sur-Seille · Malleloy · Millery · Moivrons · Montenoy · Morville-sur-Seille · Nomeny · Phlin · Port-sur-Seille · Raucourt · Rouves · Sainte-Geneviève · Sivry · Thézey-Saint-Martin · Ville-au-Val · Villers-lès-Moivrons